# Lovers,Birthday,Music
『Lovers,Birthday,Music』（ラバーズバースデイーミュージック）は、2016年6月22日に発売されたlego big morlの初のベスト・アルバムである。

## 概要
初回限定盤にはCDとDVDとフォトブックが封入された。

## 収録曲
Disc1
1. ワープ
2. ユリとカナリア
3. Ray 
  - フジテレビ系土曜ドラマ『赤い糸』挿入歌
  - 松竹配給映画『赤い糸』挿入歌
4. テキーラグッバイ
5. 溢れる
  - 大塚製薬POCARI SWEATプレゼンツ日本テレビ系列全国27局ネット番組『ブカツの天使』6、7月度のテーマソング
6. バランス 
  - メ〜テレ『キングコングのあるコトないコト』8月度エンディング
7. 大きな木
8. 正常な狂気
9. Re:Union
10. Knock to me
11. Wait？
12. RAINBOW 
  - テレビアニメ『ブレイドアンドソウル』のエンディングテーマ
13. Spark in the end
14. Strike a Bell
  - テレビ朝日 『musicる TV』6月度テーマソング
15. Blue Birds Story
16. 傷
17. 乱反射